# بنی ونت
بنی ونت (سوئدی: Benny Wendt؛ زادهٔ ۴ نوامبر ۱۹۵۰) بازیکن فوتبال اهل سوئد بود.
از باشگاه‌هایی که در آن بازی کرده‌است می‌توان به باشگاه فوتبال کایزرسلاوترن، باشگاه فوتبال استاندارد لیژ، باشگاه فوتبال کلن، و باشگاه فوتبال فرایبورگ اشاره کرد.
وی همچنین در تیم ملی فوتبال سوئد بازی کرده‌است.